# Natação no Campeonato Mundial de Esportes Aquáticos de 2011 - 50 m livre feminino
A prova dos 50 metros livre feminino da natação no Campeonato Mundial de Esportes Aquáticos de 2011 ocorreu nos dias 30 de julho e 31 de julho no Shanghai Oriental Sports Center  em Xangai.

## Recordes
Antes desta competição, os recordes mundiais e do campeonato nesta prova eram os seguintes:
| Tipo                  | Atleta         | Tempo | Local | Data                |
| --------------------- | -------------- | ----- | ----- | ------------------- |
|                       | Britta Steffen | 23,73 | Roma  | 2 de agosto de 2009 |
| Recorde do campeonato | Britta Steffen | 23,73 | Roma  | 2 de agosto de 2009 |

## Medalhistas
| Ouro                    | Prata                     | Bronze                 |
| Therese Alshammar (SWE) | Ranomi Kromowidjojo (NED) | Marleen Veldhuis (NED) |

## Resultados

### Eliminatórias
95 nadadoras de 85 nações participaram da prova. 16 competidoras se classificaram para as semifinais.
| Pos. | Bateria | Raia | Nadadora                   | Nacionalidade  | Tempo | Notas            |
| ---- | ------- | ---- | -------------------------- | -------------- | ----- | ---------------- |
| 1    | 11      | 4    | Therese Alshammar          | Suécia         | 24,82 | Q                |
| 1    | 11      | 5    | Jessica Hardy              | Estados Unidos | 24,82 | Q                |
| 3    | 12      | 5    | Aleksandra Gerasimenya     | Bielorrússia   | 24,85 | Q                |
| 4    | 10      | 5    | Dorothea Brandt            | Alemanha       | 24,86 | Q                |
| 5    | 10      | 4    | Marleen Veldhuis           | Países Baixos  | 25,01 | Q                |
| 6    | 12      | 4    | Ranomi Kromowidjojo        | Países Baixos  | 25,03 | Q                |
| 7    | 11      | 8    | Chantal van Landeghem      | Canadá         | 25,05 | Q                |
| 7    | 12      | 3    | Francesca Halsall          | Reino Unido    | 25,05 | Q                |
| 9    | 10      | 3    | Amanda Weir                | Estados Unidos | 25,11 | Q                |
| 9    | 12      | 6    | Yolane Kukla               | Austrália      | 25,11 | Q                |
| 11   | 10      | 8    | Theodora Drakou            | Grécia         | 25,13 | Q                |
| 12   | 10      | 6    | Olivia Halicek             | Austrália      | 25,18 | Q                |
| 13   | 12      | 2    | Jeanette Ottesen           | Dinamarca      | 25,23 | Q                |
| 14   | 11      | 6    | Victoria Poon              | Canadá         | 25,24 | Q                |
| 15   | 9       | 3    | Arianna Vanderpool-Wallace | Bahamas        | 25,28 | Q,               |
| 16   | 10      | 7    | Yayoi Matsumoto            | Japão          | 25,34 | Q                |
| 17   | 12      | 7    | Triin Aljand               | Estónia        | 25,41 |                  |
| 18   | 12      | 8    | Flávia Delaroli            | Brasil         | 25,47 |                  |
| 19   | 9       | 5    | Darya Stepanyuk            | Ucrânia        | 25,50 |                  |
| 20   | 12      | 1    | Sviatlana Khakhlova        | Bielorrússia   | 25,54 |                  |
| 21   | 9       | 8    | Ragnheidur Ragnarsdottir   | Islândia       | 25,57 |                  |
| 21   | 11      | 1    | Zhu Qianwei                | China          | 25,57 |                  |
| 23   | 9       | 6    | Hanna-Maria Seppälä        | Finlândia      | 25,79 |                  |
| 24   | 9       | 7    | Hannah Wilson              | Hong Kong      | 25,82 |                  |
| 25   | 10      | 2    | Karin Prinsloo             | África do Sul  | 25,89 |                  |
| 25   | 10      | 1    | Svetlana Fedulova          | Rússia         | 25,89 |                  |
| 27   | 8       | 6    | Burcu Dolunay              | Turquia        | 26,01 | Recorde nacional |
| 28   | 8       | 5    | Liliana Ibanez             | México         | 26,04 |                  |
| 29   | 9       | 2    | Miroslava Najdanovski      | Sérvia         | 26,09 |                  |
| 30   | 9       | 1    | Amanda Lim                 | Singapura      | 26,12 |                  |

| Ver o restante da classificação | Ver o restante da classificação | Ver o restante da classificação | Ver o restante da classificação | Ver o restante da classificação | Ver o restante da classificação | Ver o restante da classificação |
| Pos.                            | Bateria                         | Raia                            | Nadadora                        | Nacionalidade                   | Tempo                           | Notas                           |
| ------------------------------- | ------------------------------- | ------------------------------- | ------------------------------- | ------------------------------- | ------------------------------- | ------------------------------- |
| 31                              | 8                               | 4                               | Cecilie Johannessen             | Noruega                         | 26,14                           |                                 |
| 32                              | 8                               | 2                               | Chinyere Pigot                  | Suriname                        | 26,19                           |                                 |
| 33                              | 8                               | 7                               | Gabriela Nikitina               | Letônia                         | 26,20                           | Recorde nacional                |
| 34                              | 8                               | 3                               | Lai Kwan Chui                   | Malásia                         | 26,22                           |                                 |
| 35                              | 8                               | 8                               | Megan Fonteno                   | Samoa Americana                 | 26,46                           |                                 |
| 36                              | 8                               | 1                               | Katarina Filova                 | Eslováquia                      | 26,83                           |                                 |
| 37                              | 7                               | 6                               | Anna-Liza Mopio                 | Papua-Nova Guiné                | 26,91                           |                                 |
| 38                              | 7                               | 3                               | Nicole Horn                     | Zimbabwe                        | 27,01                           |                                 |
| 39                              | 6                               | 5                               | Karen Torrez                    | Bolívia                         | 27,08                           |                                 |
| 40                              | 7                               | 7                               | Jessica Vieira                  | Moçambique                      | 27,11                           |                                 |
| 41                              | 7                               | 4                               | Clelia Tini                     | San Marino                      | 27,15                           |                                 |
| 42                              | 7                               | 2                               | Cherelle Thompson               | Trinidad e Tobago               | 27,21                           |                                 |
| 43                              | 7                               | 8                               | Kiera Aitken                    | Bermudas                        | 27,38                           |                                 |
| 44                              | 7                               | 1                               | Christine Briedenhann           | Namíbia                         | 27,46                           |                                 |
| 45                              | 7                               | 5                               | Nicola Muscat                   | Malta                           | 27,56                           |                                 |
| 46                              | 6                               | 3                               | Talita Baqlah                   | Jordânia                        | 27,71                           |                                 |
| 47                              | 6                               | 4                               | Karen Schulz                    | Paraguai                        | 27,76                           |                                 |
| 48                              | 6                               | 6                               | Fabiola Isabel Espinoza         | Nicarágua                       | 28,18                           |                                 |
| 49                              | 5                               | 5                               | Zamantha Hoss                   | Panamá                          | 28,19                           |                                 |
| 50                              | 9                               | 4                               | Sylvia Brunlehner               | Quênia                          | 28,20                           |                                 |
| 51                              | 6                               | 7                               | Jamila Lunkuse                  | Uganda                          | 28,34                           |                                 |
| 52                              | 5                               | 4                               | Ifiezegbe Gagbe                 | Nigéria                         | 28,35                           |                                 |
| 53                              | 5                               | 7                               | Ann-Marie Hepler                | Ilhas Marshall                  | 28,43                           |                                 |
| 54                              | 6                               | 8                               | Monica Vasilyan                 | Armênia                         | 28,51                           |                                 |
| 55                              | 6                               | 1                               | Pilar Shimizu                   | Guam                            | 28,71                           |                                 |
| 56                              | 5                               | 3                               | Hazboun Sabine                  | Palestina                       | 29,16                           |                                 |
| 57                              | 5                               | 8                               | Keesha Keane                    | Palau                           | 29,33                           |                                 |
| 58                              | 5                               | 6                               | Celeste Browm                   | Ilhas Cook                      | 29,59                           |                                 |
| 59                              | 6                               | 2                               | Siona Huxley                    | Santa Lúcia                     | 29,79                           |                                 |
| 60                              | 5                               | 1                               | Amelie Trinquier                | Mónaco                          | 29,94                           |                                 |
| 61                              | 5                               | 2                               | Magdalena Moshi                 | Tanzânia                        | 30,01                           |                                 |
| 62                              | 4                               | 2                               | Deandra van der Colff           | Botswana                        | 30,60                           |                                 |
| 63                              | 3                               | 2                               | Mariana Henriques               | Angola                          | 30,83                           |                                 |
| 64                              | 3                               | 6                               | Antoinette Guedia Mouafo        | Camarões                        | 30,84                           |                                 |
| 65                              | 4                               | 3                               | Grace Kimball                   | Marianas Setentrionais          | 30,94                           |                                 |
| 66                              | 4                               | 7                               | Osisang Chilton                 | Palau                           | 31,07                           |                                 |
| 67                              | 4                               | 5                               | Katerina Izmaylova              | Tajiquistão                     | 31,38                           |                                 |
| 68                              | 3                               | 3                               | Alphonsine Agahozo              | Ruanda                          | 31,41                           |                                 |
| 68                              | 4                               | 1                               | Karin O'Reilly Clashing         | Antígua e Barbuda               | 31,41                           |                                 |
| 70                              | 4                               | 6                               | Vitiny Hemthon                  | Camboja                         | 31,45                           |                                 |
| 71                              | 4                               | 8                               | Faleumata Samassekou            | Mali                            | 32,40                           |                                 |
| 72                              | 3                               | 8                               | Shreya Dhital                   | Nepal                           | 32,44                           |                                 |
| 73                              | 3                               | 1                               | Gebremedhin Yanet Seyoum        | Etiópia                         | 33,17                           |                                 |
| 74                              | 3                               | 5                               | Shajan Aminath                  | Maldivas                        | 33,43                           |                                 |
| 75                              | 2                               | 6                               | Angelika Sita Ouedraogo         | Burquina Fasso                  | 33,54                           |                                 |
| 76                              | 3                               | 4                               | Sara Al Flaij                   | Bahamas                         | 33,98                           |                                 |
| 77                              | 2                               | 2                               | Toure Assita                    | Costa do Marfim                 | 34,45                           |                                 |
| 78                              | 2                               | 7                               | Elsie Uwamahoro                 | Burundi                         | 35,11                           |                                 |
| 79                              | 2                               | 4                               | Vilayphone Vongphachanh         | Laos                            | 35,99                           |                                 |
| 80                              | 1                               | 5                               | Aminata Aboubakar Yacoub        | República do Congo              | 37,07                           |                                 |
| 81                              | 2                               | 1                               | Mhasin El Nour Fadlalla         | Sudão                           | 38,15                           |                                 |
| 82                              | 2                               | 3                               | Aicha Hassan Abdillahi          | Djibuti                         | 38,38                           |                                 |
| 83                              | 2                               | 5                               | Angele Gbenou                   | Benim                           | 38,40                           |                                 |
| 84                              | 1                               | 3                               | Nafissa Adamou                  | Níger                           | 43,36                           |                                 |
| 85                              | 2                               | 8                               | Ingrid Outtara                  | Burquina Fasso                  | 44,43                           |                                 |
| 86                              | 1                               | 2                               | Adzo Rebecca Kpossi             | Togo                            | 44,60                           |                                 |
| 87                              | 4                               | 4                               | Masempe Theko                   | Lesoto                          | 49,75                           |                                 |
| –                               | 1                               | 1                               | Vandenboss Samira               | República Centro-Africana       |                                 | DNS                             |
| –                               | 1                               | 4                               | Soukeina Abdellahi              | Mauritânia                      |                                 | DNS                             |
| –                               | 1                               | 6                               | Maihi Asono-Nathalie            | República Democrática do Congo  |                                 | DNS                             |
| –                               | 1                               | 7                               | Ophelia Swyne                   | Gana                            |                                 | DNS                             |
| –                               | 1                               | 8                               | Nganga-Ngbo Tania               | República Democrática do Congo  |                                 | DNS                             |
| –                               | 3                               | 7                               | Sophia Adecky                   | Gâmbia                          |                                 | DNS                             |
| –                               | 11                              | 3                               | Britta Steffen                  | Alemanha                        |                                 | DNS                             |
| –                               | 11                              | 7                               | Li Zhesi                        | China                           |                                 | DNS                             |

### Semifinal
Estes são os resultados das semifinais.

#### Semifinal 1
| Pos. | Raia | Nadadora            | Nacionalidade  | Tempo | Notas |
| ---- | ---- | ------------------- | -------------- | ----- | ----- |
| 1    | 3    | Ranomi Kromowidjojo | Países Baixos  | 24,56 | Q     |
| 2    | 6    | Francesca Halsall   | Reino Unido    | 24,80 | Q     |
| 3    | 4    | Jessica Hardy       | Estados Unidos | 25,00 | Q     |
| 4    | 5    | Dorothea Brandt     | Alemanha       | 25,06 |       |
| 5    | 2    | Yolane Kukla        | Austrália      | 25,11 |       |
| 6    | 7    | Olivia Halicek      | Austrália      | 25,20 |       |
| 7    | 1    | Victoria Poon       | Canadá         | 25,26 |       |
| 8    | 8    | Triin Aljand        | Estónia        | 25,57 |       |

#### Semifinal 2
| Pos. | Raia | Nadadora                   | Nacionalidade  | Tempo | Notas |
| ---- | ---- | -------------------------- | -------------- | ----- | ----- |
| 1    | 1    | Jeanette Ottesen           | Dinamarca      | 24,61 | Q     |
| 2    | 4    | Therese Alshammar          | Suécia         | 24,63 | Q     |
| 3    | 5    | Aleksandra Gerasimenya     | Bielorrússia   | 24,69 | Q     |
| 4    | 3    | Marleen Veldhuis           | Países Baixos  | 24,88 | Q     |
| 5    | 8    | Arianna Vanderpool-Wallace | Bahamas        | 25,05 | Q     |
| 6    | 2    | Amanda Weir                | Estados Unidos | 25,14 |       |
| 7    | 7    | Theodora Drakou            | Grécia         | 25,22 |       |
| 8    | 6    | Chantal van Landeghem      | Canadá         | 25,23 |       |

### Final
| Pos.              | Raia | Nadadora                   | Nacionalidade  | Tempo | Notas            |
| ----------------- | ---- | -------------------------- | -------------- | ----- | ---------------- |
| Medalha de ouro   | 3    | Therese Alshammar          | Suécia         | 24,14 |                  |
| Medalha de prata  | 4    | Ranomi Kromowidjojo        | Países Baixos  | 24,27 |                  |
| Medalha de bronze | 7    | Marleen Veldhuis           | Países Baixos  | 24,49 |                  |
| 4                 | 2    | Francesca Halsall          | Reino Unido    | 24,60 |                  |
| 5                 | 6    | Aleksandra Gerasimenya     | Bielorrússia   | 24,65 |                  |
| 6                 | 5    | Jeanette Ottesen           | Dinamarca      | 24,67 |                  |
| 7                 | 8    | Arianna Vanderpool-Wallace | Bahamas        | 24,79 | Recorde nacional |
| 8                 | 1    | Jessica Hardy              | Estados Unidos | 24,87 |                  |

Legenda
| Recorde mundial       | Recorde mundial (World record)               |                       | Recorde africano                      | Recorde africano (African) |                                           | Q | Classificado por posição (Qualified) |
| Recorde do campeonato | Recorde do campeonato (Championship record)  | Recorde da América    | Recorde da América (Americas)         | q                          | Classificado por melhor tempo (Qualified) |   |                                      |
| Melhor marca do ano   | Melhor marca do ano (World leading)          | Recorde asiático      | Recorde asiático (Asian)              | DNS                        | Não largou (Did not start)                |   |                                      |
| Recorde nacional      | Recorde nacional (National record)           | Recorde europeu       | Recorde europeu (European)            | DNF                        | Não terminou (Did not finish)             |   |                                      |
| Recorde pessoal       | Recorde pessoal do atleta (Personal best)    | Recorde da Oceania    | Recorde da Oceania (Oceania)          | DSQ / DQ                   | Desclassificado (Disqualified)            |   |                                      |
| Recorde da temporada  | Recorde da temporada do atleta (Season best) | Recorde sul-americano | Recorde sul-americano (South America) | NM                         | Sem marca (No mark)                       |   |                                      |